# پیتر ایستد
پیتر ایستِد (دانمارکی: Peter Ilsted; ۱ ژانویهٔ ۱۸۶۱ – ۱ ژانویهٔ ۱۹۳۳) نقاش و چاپگر اهل دانمارک بود که بیشتر با نقاشی صحنه‌های داخلی شناخته می‌شود. او از چهره‌های برجسته هنر دانمارک در اوایل سده بیستم میلادی بود.

## نگارخانه

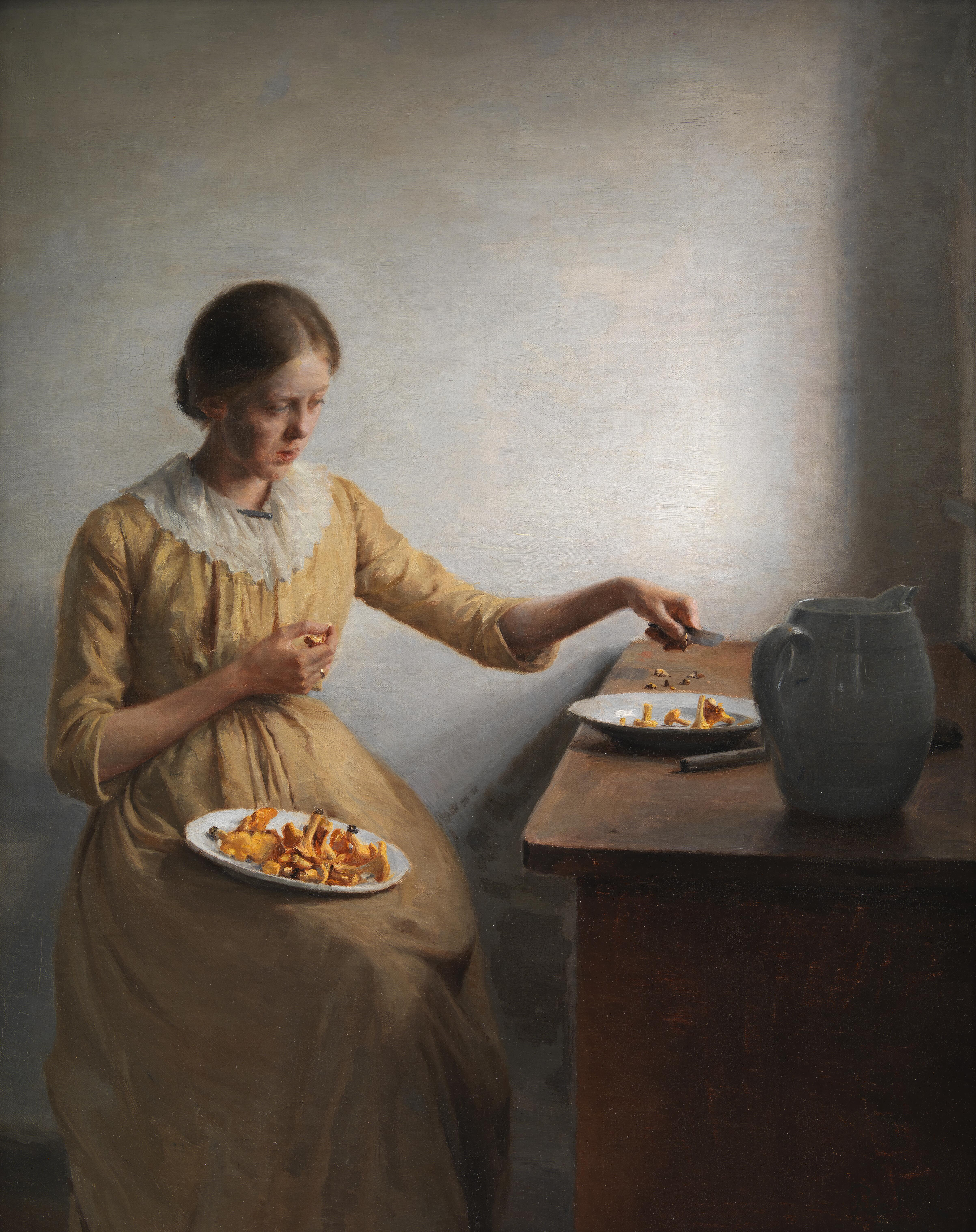
Young Girl Preparing Chantarelles (1892)
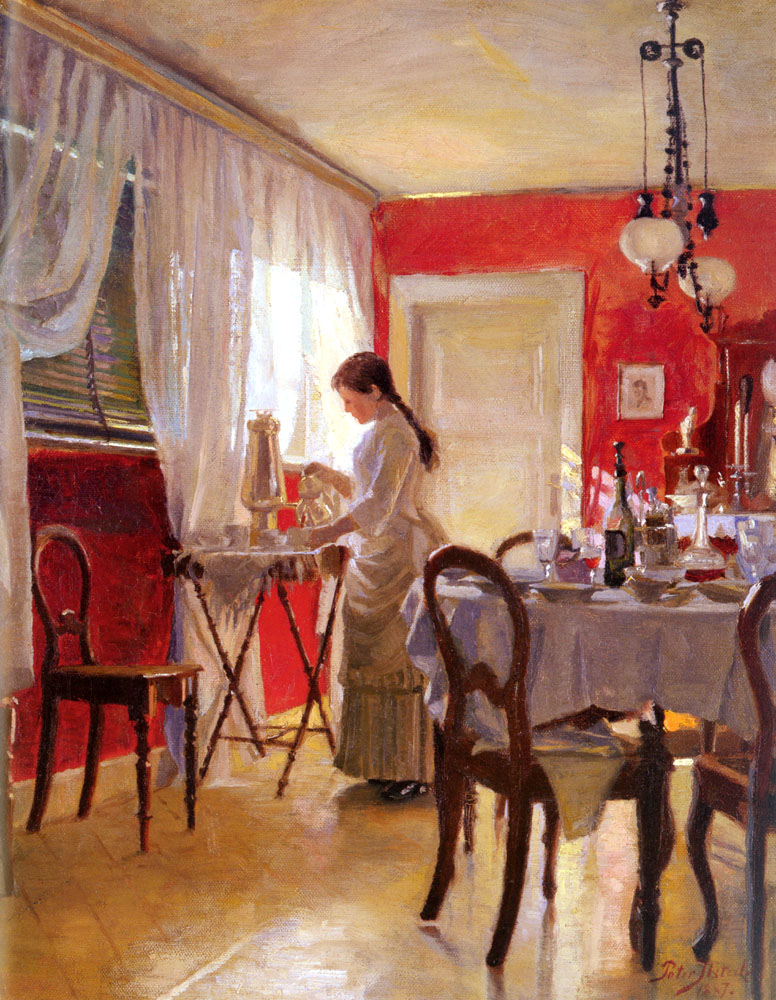
The Dining Room (c. 1887)
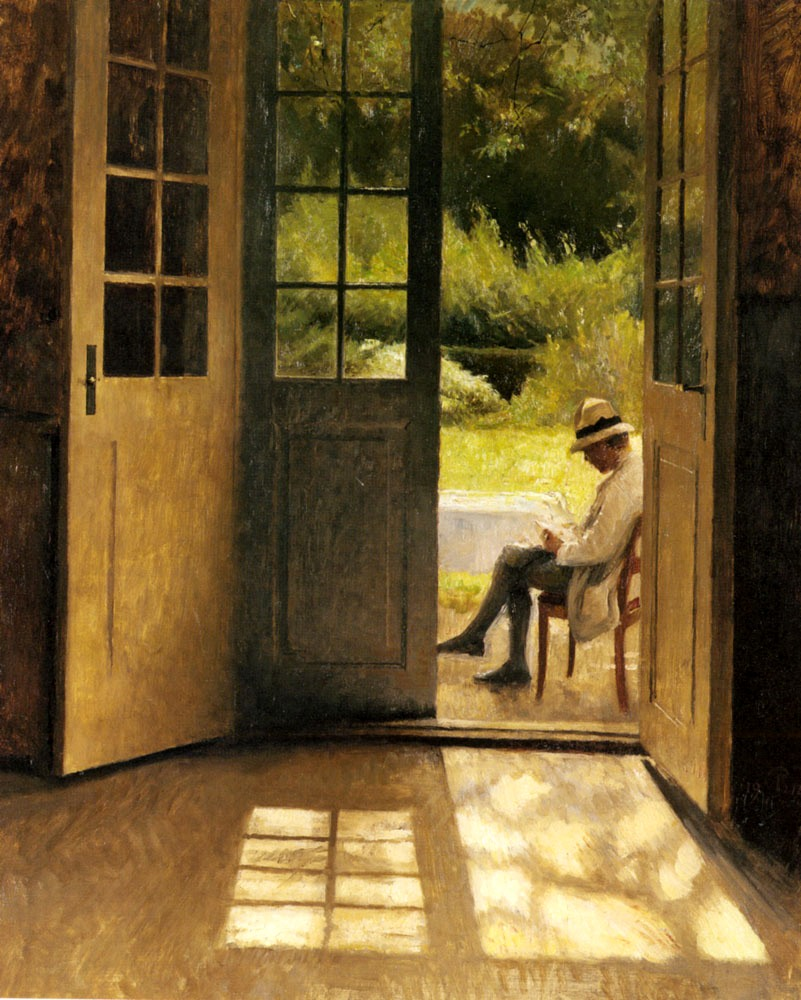
The Open Door (c. 1910)
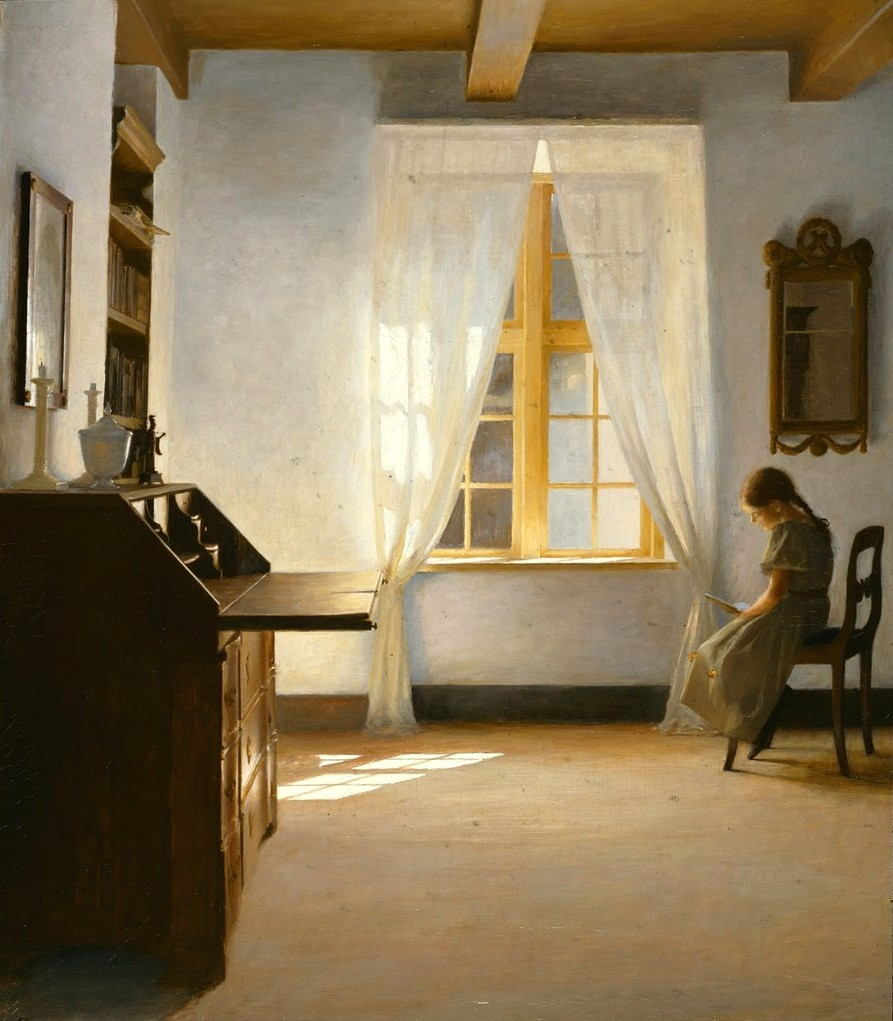
Interior With Girl Reading
(c. 1910)